# Zuihō
El Zuihō (瑞鳳 fénix de buen augurio?) fue un portaaviones de la Armada Imperial Japonesa. Fue construido originalmente como el petrolero de alta velocidad Takasaki en 1934, siendo convertido en portaaviones seis años después.
Formaba clase junto con el Shōhō. Resultó hundido durante la batalla del Golfo de Leyte. 

## Historia

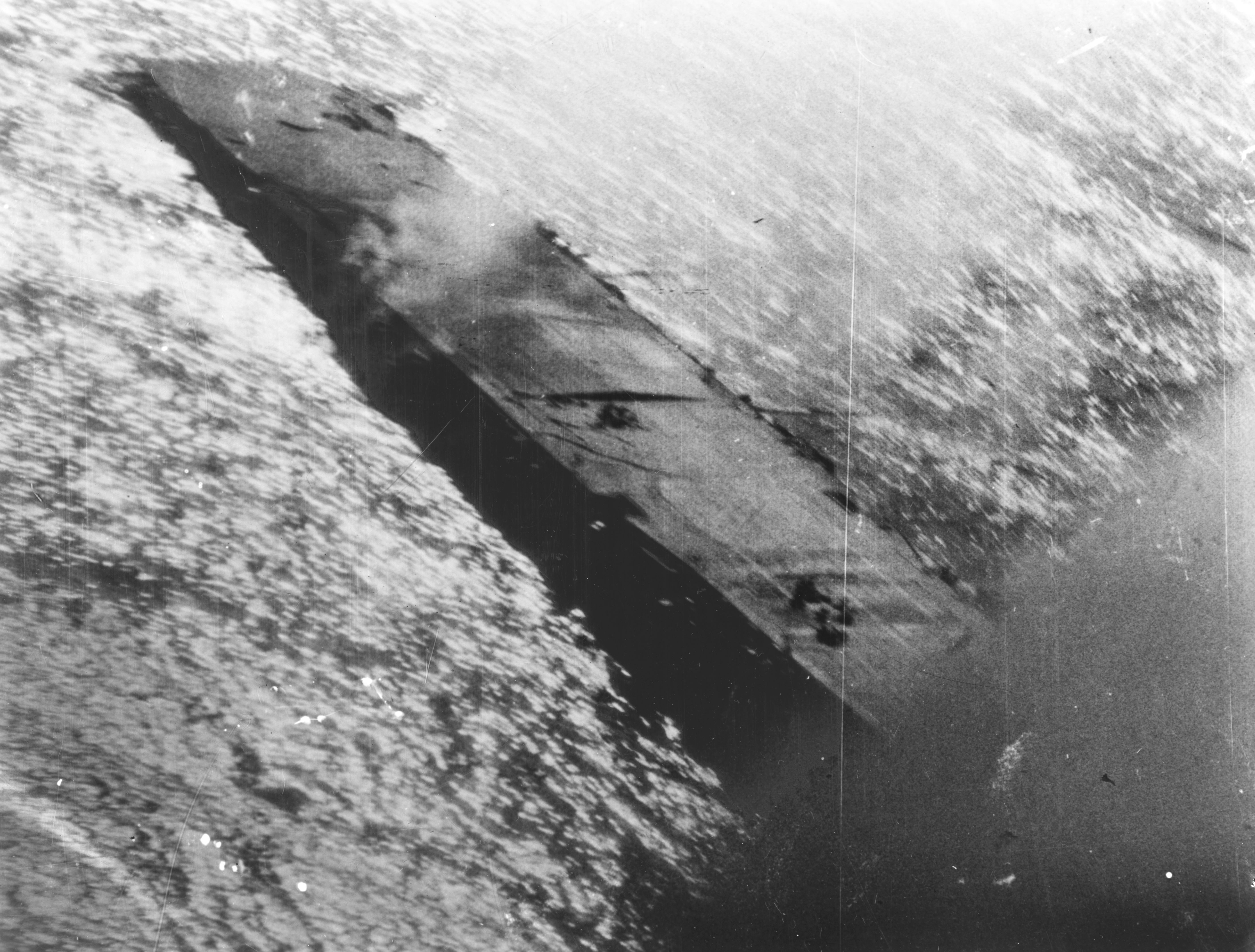
Final del Zuihō (24 de octubre de 1944)

- Enero de 1941: Entra en servicio en la flota japonesa y es asignado a la 3.ª División de Portaaviones, junto al Hōshō.
- Diciembre de 1941: Participa en el ataque a las Islas Filipinas.
- Enero de 1942: apoya la invasión de las Indias Neerlandesas.
- Junio de 1942: Batalla de Midway. Lidera la Flota de Apoyo, y no entra directamente en combate. Su grupo aéreo estaba formado por 12 cazas Mitsubishi A6M "Zero" y 11 bombarderos en picado Aichi D3A "Val".
- Octubre de 1942: Asignado a la 1.ª División de Portaaviones (junto al Shōkaku y el Zuikaku) durante la Batalla de las Islas Santa Cruz. Un bombardero del Enterprise daña y deshabilita la cubierta de vuelo del Zuihō.
- Enero-febrero de 1943 1943: Ayuda en la evacuación de Guadalcanal junto a los portaaviones Junyō y Zuikaku.
- Febrero de 1944: Participa en la Batalla del Mar de las Filipinas.
- 24 de octubre de 1944: Participa en la Batalla del Golfo de Leyte junto a los portaaviones Chiyoda, Chitose y Zuikaku. Durante la Batalla de Cabo Engaño la cubierta de vuelo es nuevamente dañada por un ataque aéreo. Tras repararse los daños, tres nuevas oleadas de atacantes hunden finalmente al Zuihō. Transportando pocos aviones, fue sacrificado como cebo, para apartar la flota principal de portaaviones estadounidenses de la flota principal de acorazados japoneses, que no contaban con protección aérea.